# المريبيضة (لودر)

تعديل مصدري - تعديل

المريبيضة هي إحدى قرى عزلة زارة بمديرية لودر التابعة لمحافظة أبين، بلغ تعداد سكانها 152 نسمة حسب تعداد اليمن لعام 2004.